# Paul Pezos
Paul Pezos (* 11. Februar 1979 in Adelaide) ist ein australischer Fußballspieler.

## Karriere
Pezos spielte von 1996 bis 1999 für West Adelaide SC in der National Soccer League, der höchsten australischen Spielklasse. In drei Spielzeiten bestritt er insgesamt 57 Ligapartien, der Klub belegte jeweils Platzierungen in der unteren Tabellenhälfte. Nachdem West Adelaide sich 1999 aus finanziellen Gründen vom Spielbetrieb zurückgezogen hatte, endete auch Pezos' Zeit in der NSL. Sein Verbleib in den folgenden fünf Jahren ist unklar, spätestens ab 2005 spielte er für Adelaide City in der obersten Spielklasse von South Australia.
Im Oktober 2006 erhielt Pezos beim A-League-Klub Perth Glory auf Empfehlung seines Adelaide-Trainers Damian Mori, der jahrelang Stürmer in Perth war, einen Kurzzeitvertrag über einen Monat als Ersatz für den verletzten Mark Robertson. Pezos absolvierte in dieser Zeit drei Partien, in seinem letzten Einsatz wurde er gegen Adelaide United nach 75 Minuten wegen eines Ellenbogenschlags des Feldes verwiesen. 2007 absolvierte er ein Probetraining beim lokalen A-League-Team Adelaide United, Freigabe-Streitigkeiten für Testspiele zwischen City und United machten einen möglichen Wechsel aber zunichte.
Mit Adelaide City gewann Pezos fünf Meisterschaften (2005, 2006, 2007, 2008, 2010) und gehört regelmäßig zu Auswahlteams des Bundesstaates South Australia. Mehrere Spielzeiten war er Mannschaftskapitän und fand 2006 Aufnahme in die „Mannschaft des Jahres“. 2010 spielte er für einige Zeit bei Adelaide Olympic.